# نیکولایفکا (شهرستان تویمازینسکی، باشقیرستان)
نیکولایفکا (انگلیسی: Nikolayevka, Tuymazinsky District, Republic of Bashkortostan) یک شهرک در شهرستان تویمازینسکی استان باشقیرستان کشور روسیه است.